# Bouzegza Keddara
Bouzegza Keddara (în arabă بوزقزة قدارة) este o comună din provincia Boumerdès, Algeria.
Populația comunei este de 8.511 locuitori (2008).